# San Vicente Boquerón
San Vicente Boquerón es una población del estado mexicano de Puebla, localizado en el municipio de Acatlán en la Mixteca poblana.

## Historia
La población que hoy es San Vicente Boquerón tiene su origen en una ranchería denominada El Boquerón que se encontraba localizada en latifundios propiedad de grandes hacendados. En 1918 en medio de la lucha de la Revolución Mexicana, los campesinos José G. Herera y Román Rosas, de ideales zapatistas, encabezaron la lucha por el reparto de las tierras y fundaron la población hoy existente.

## Localización y demografía
San Vicente Boquerón se encuentra localizado en las coordenadas geográficas 18°16′47″N 98°03′18″O / 18.27972, -98.05500 y a una altitud de 1 280 metros sobre el nivel del mar. Se ubica a aproximadamente a 10 kilómetros al norte de la cabecera municipal, la ciudad de Acatlán de Osorio, con la que la comunica una carretera asfaltada.
De acuerdo a los resultados del Censo de Población y Vivienda realizado en 2010 por el Instituto Nacional de Estadística y Geografía, San Vicente Boquerón tiene una población de 2 661 habitantes, de los que 1 234 son hombres y 1 427 son mujeres.